# Radula perrottetii
Radula perrottetii (лат.) — печоночник рода Radula.
Эндемик Японии.
Содержит вторичный метаболит перроттетинен, относящийся по своим свойствам к каннабиноидам. В растении также обнаружены и другие метаболиты, представляющие научный интерес, включая маршантин А.